# Ефимьевы
Ефимьевы (Евфимьевы) — русский дворянский род.
При подаче документов (22 мая 1686), для внесения рода в Бархатную книгу, была предоставлена родословная роспись Ефимьевых и разъезжая грамота (1554).
Потомки Леонтия Ефимьева внесены в VI часть родословной книги: Курской, Орловской, Костромской и Новгородской губернии.
Есть ещё 4 рода Ефимьевых, позднейшего происхождения.

## Происхождение и история рода
Существует несколько родов с этим наименованием.
Древнейший из них считается происходящим их Литвы - Леонтий Ефимьев, живший в конце XV века и потомство его: Василий был судьёй, а Нечай — дворянином по Переяславлю-Залесскому.  Потомство Нечая внесено в VI часть родословной книги Костромской губернии, а Василия — в ту же часть по Курской и Орловской губернии.
Жук Михайлович Ефимьев убит при взятии Казани (1552), его имя записано в синодик Московского Успенского собора на вечное поминовение. Матвей Васильевич упомянут по Переславлю-Залесскому (1584). Крик Тенкин  поручился по князю И.Ф. Мстиславскому (1571). Лука Ефимьев конюшенный дьяк (1567). Яков и Исай Ильичи владели поместьями в Новгородской области (1580). Григорий Иванович подписал грамоту об избрании на царство Михаила Фёдоровича Романова (1613). Безсон Силыч был выборным от Смоленска на Земский собор (1642).
Следующая ветвь сидела в Мценске и внесена в родословные книги Орловской и Тульской губерний. Иван и Лазарь Миничи служили в рейтарах (1675).
Слудующая ветвь служила по Устюгу. Семён Иванович служил городским дворянином по Торжку (1650), Иван Фёдорович владел поместьем в Каширском уезде (1660). Иван Ефимьев стрелецкий полуголова в Галиче (1672). Фёдор Дорофеевич служил в дьяках (1676-1692), в Приказе Большой казны (1685), в Самаре (1689-1690).
Двенадцать представителей рода владели населёнными имениями (1699).

## Известные представители
- Ефимьев Никифор Хрисанфович — осадный голова в Смоленске (1609).
- Ефимьевы: Сидор и две дочери — Авдотья и Федосья в плену в Польше (1613).
- Ефимьев Салтан — дьяк (1617-1628), владел поместьем в Угличском уезде.
- Ефимьев Сергей Никифорович — московский дворянин (1627-1640).
- Ефимьевы: Иван Фёдорович, Матвей и Иван Осиповичи — московские дворяне (1658-1677).
- Ефимьев Роман-Никифор Сергеевич — стольник, стрелецкий полковник и воевода в Сольвычегодске (1676).
- Ефимьев Ларион Григорьевич — воевода в Ядрине (1681).
- Ефимьев Фёдор — воевода в Переславле-Южном (1689-1693) (два раза).
- Ефимьев Фёдор — дьяк, воевода в Самаре (сов. Новомосковск) (1689-1690).
- Ефимьев Богдан Ильин — стольник царицы Евдокии Фёдоровны (1692).
- Ефимьев Герасим Никифорович — стольник царицы Прасковьи Фёдоровны (1686-1692).
- Ефимьев Василий Григорьевич — стольник (1686-1692).
- Ефимьев Фёдор Дорофеевич — дьяк (1692).
- Ефимьевы: Иван Гаврилович, Гаврила Яковлевич, Никифор и Василий Сергеевичи, Афанасий Иванович, Антон Григорьевич — московские дворяне (1692)[3][4][2].